# 穆斯塔法·乌尔德·萨莱克
穆斯塔法·乌尔德·萨莱克上校（Mustafa Ould Salek，阿拉伯语：‎，1936年—2012年12月18日），毛里塔尼亚军人，1978年发动军事政变推翻莫克塔尔·乌尔德·达达赫总统，出任民族复兴军事委员会主席（军政府领导人）。
1960年加入军队。曾任部队教官、总统卫士长。1968年任军队参谋长。1977年任阿塔尔军区司令。1978年2月年被达达赫总统任命为军队参谋长，他乘达达赫政府陷入经济危机和与西撒哈拉人民解放阵线的战争中，在10月领导军事政变推翻了达达赫政府，组成20个成员领导的民族复兴军事委员会，自己出任主席、政府首脑和武装部队总司令。1979年兼任国防部长，4月6日，艾哈迈德·乌尔德·布塞夫中校和穆罕默德·库纳·乌尔德·海德拉通过政变取代了萨莱克的领导地位，民族复兴军事委员会改为救国军事委员会，萨莱克继续任军委主席、国家元首和武装部队总司令，但不久就在5月被穆罕默德·马哈茂德·乌尔德·娄利取代。
1981年至1984年萨莱克被监禁，1992年曾参加总统大选，获得2.9%的选票。2012年在巴黎医院去世，年76歲。